# Pomponella
‘Pomponella’ est un cultivar de rosier floribunda obtenu en 2005 par le rosiériste allemand Kordes, dans sa série « Féérique ». Il compte parmi les rosiers donnant des fleurs en forme de pompon (d'où son nom) les plus réputés grâce à sa floribondité et à la délicatesse de ses coloris et a été distingué par le prestigieux label ADR en 2006.

## Description
Ce rosier très florifère résiste à des températures de -20° ; il est donc adapté pour les régions de basse montagne et dans les zones tempérées à hivers froids. Son buisson pouvant s'élever de 100 à 150 cm, pour une largeur de 180 cm, présente de multiples fleurs en pompons de couleur rose foncé à rose saumoné, à la floraison remontante. Elles sont groupées par cinq ou sept, en bouquets pouvant compter jusqu'à vingt-cinq fleurs. Celles-ci très rondes et doubles de 4 cm de diamètre sont légèrement parfumées. Le buisson au feuillage sain est très étalé.
Il est parfait pour les plates bandes et les haies basses en couvre sol et nécessite une situation ensoleillée. Il est cultivable en pot. ‘Pompenella’ s'est affirmé comme un grand succès des jardins par sa résistance et ses fleurs romantiques et on peut l'admirer dans de nombreuses roseraies du monde entier, dont bien sûr à l'Europa-Rosarium de Sangerhausen et notamment en France au parc floral de la Beaujoire à Nantes.

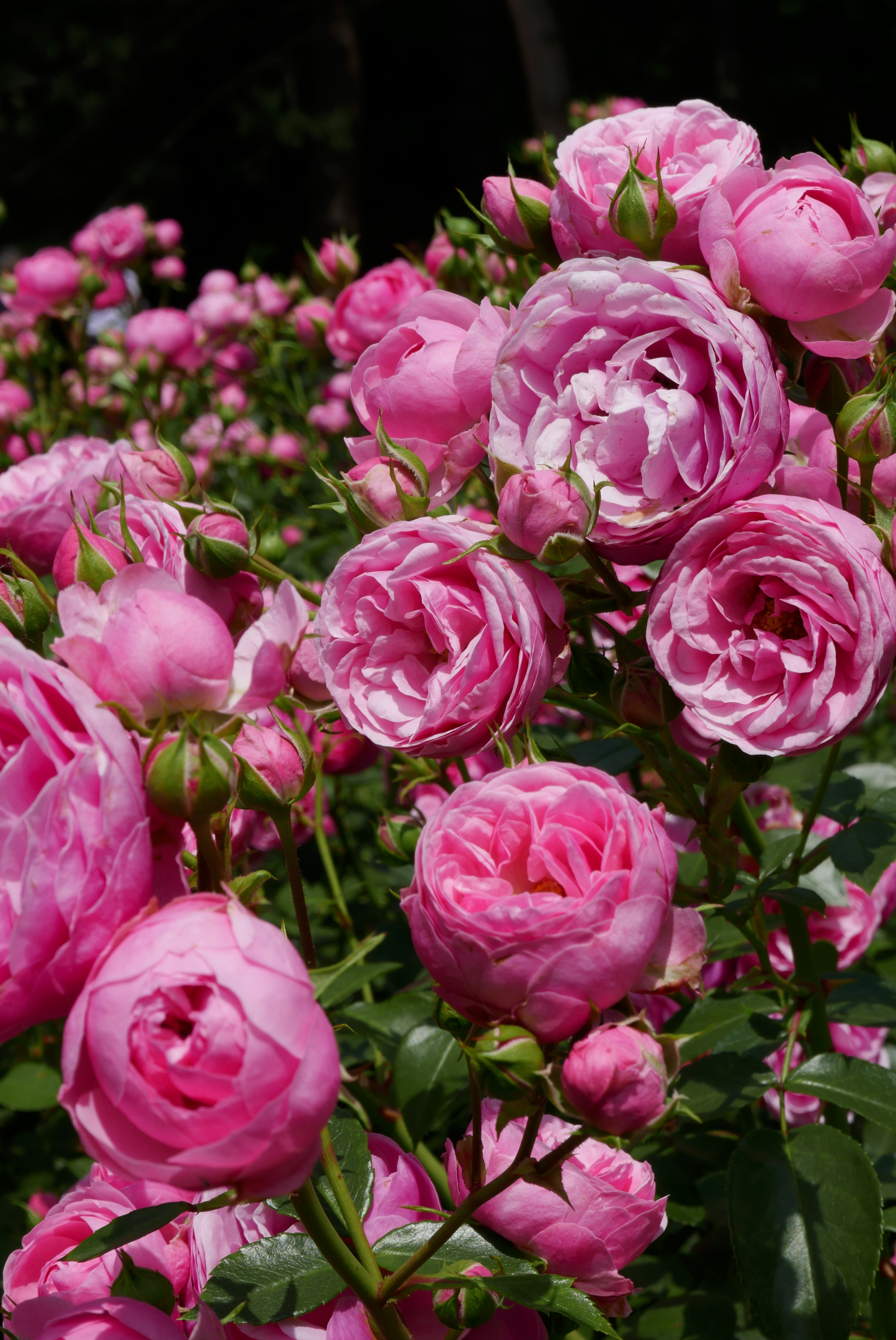
À la roseraie de Baden (Autriche).